# Motykały Małe
Motykały Małe (biał. Малыя Матыкалы) – wieś na Białorusi, położona w obwodzie brzeskim w rejonie brzeskim, w składzie sielsowietu motykalskiego, położona ok. 1 km na wschód od siedziby sielsowietu, Motykał Wielkich i ok. 10 km na północ od Brześcia.
W latach 1921-1939 wieś należała do gminy Motykały w granicach II Rzeczypospolitej, w woj. poleskim w pow. brzeskim.